# IBJ
株式会社IBJ（アイビージェー）は、東京都新宿区に本社を置く、結婚相談所や婚活パーティー、婚活アプリ、結婚相談所プラットフォーム等を運営する株式会社。東京証券取引所プライム市場に上場しており、証券コードは6071である。

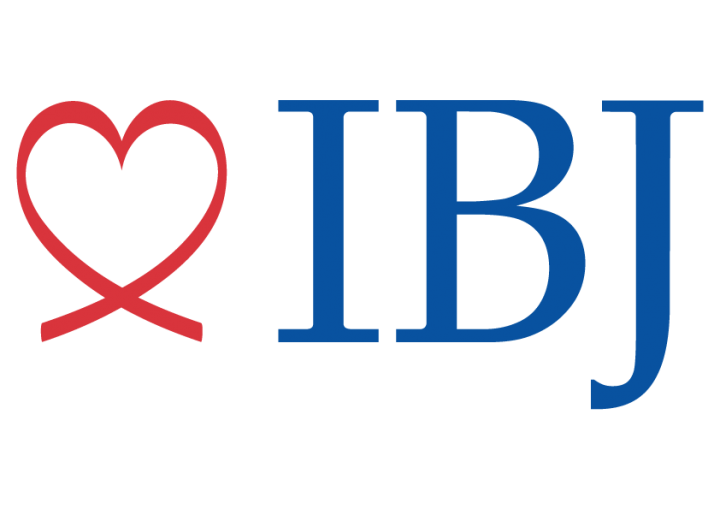
株式会社IBJ

## 概要
結婚相談所ネットワークとしては加盟店、会員数共に業界最大手である。結婚相談所プラットフォームの運営をメインに、直営結婚相談所事業、イベント事業、婚活アプリ事業、ライフデザイン事業など、結婚を目的とした会員を対象とした婚活事業を展開する。

## 沿革
- 2006年 - 株式会社IBJを設立。結婚相談所プラットフォーム事業を開始。ASPシステム「IBJS」をリリース。
- 2007年 - 第三者割当増資実施。資本金430,000,000円に（準備金含）。株式会社日本ブライダルコミュニティー（NBC）の子会社化。
- 2009年 - 飲食店送客事業を開始。システムの完全内製化に向けて、株式会社エスアイヤの子会社化。
- 2010年 - ASPシステム「IBJS」をフルリニューアル。
- 2012年 - 東京証券取引所JASDAQ市場へ上場。
- 2014年 - 東京証券取引所第二部に市場変更。
- 2015年 - 東京証券取引所第一部に指定替え。
- 2017年 - 保険代理店事業「IBJライフデザインサポート」を開始。
- 2018年 - 株式会社Diverseの全株式を取得、完全子会社化。オンライン婚活のグループ強化。
- 2018年 - 不動産事業子会社「株式会社IBJファイナンシャルアドバイザリー」を設立。
- 2018年 - 成婚組数が年間6,132組、日本の年間成婚組数に占める割合1％を実現。
- 2019年 - 老舗結婚相談所を運営する株式会社サンマリエをグループ会社化。
- 2019年 - 韓国事業を展開する株式会社 K Villageをグループ会社化。
- 2020年 - 結婚相談所を運営する株式会社ツヴァイをグループ会社化。
- 2022年 - 東京証券取引所プライム市場へ移行。
- 2023年 - 株式会社オーネットと資本業務提携。
- 2024年 - タレントの森香澄をIBJ婚活アンバサダーに起用[4]。
- 2024年 - 加盟店数4,502社、成婚組数16,398組達成。[5]
- 2025年 - 株式会社デコルテ・ホールディングスと資本業務提携。
- 2025年 - タメニー株式会社と資本業務提携。